# Psychotria closterocarpa
Psychotria closterocarpa är en måreväxtart som beskrevs av Asa Gray. Psychotria closterocarpa ingår i släktet Psychotria och familjen måreväxter. Inga underarter finns listade i Catalogue of Life.